# 石川透
石川 透（いしかわ とおる、1959年6月 - ）は、日本の国文学者。主な研究対象は、中世から近世まで「御伽草子」など室町物語のほか奈良絵本。学位は、文学博士（慶應義塾大学・論文博士・2003年）。慶應義塾大学教授。

## 人物
1983年に慶應義塾大学文学部国文学科を卒業し、1988年に同大学院博士課程を単位取得退学した。1993年に日本古典文学会賞を受賞した。1994年に同文学部助手へ、1996年に助教授へ着任した、2003年に「室町物語・古注釈・奈良絵本の研究」で慶應義塾大学より文学博士の学位を取得した。2006年に同教授に就任した。

## 著作

### 著書
- 落窪物語の変容（2001年12月、三弥井書店）
- 室町物語と古注釈（2002年10月、三弥井書店）
- 図解・御伽草子（2003年4月、慶應義塾大学出版会、慶應義塾図書館蔵）
- 奈良絵本・絵巻の生成（2003年8月、三弥井書店）
- 御伽草子その世界（2004年6月、智慧の海叢書：勉誠出版）
- 奈良絵本・絵巻の展開（2009年5月、三弥井書店）
- 入門 奈良絵本・絵巻（2010年8月、思文閣出版）
- 奈良絵本・絵巻　中世末から近世前期の文華（2022年7月、平凡社選書）

### 編著
- 魅力の御伽草子（2000年3月、三弥井書店）
- 伊勢物語古註（2004年3月、古典資料稀本叢書、瑞木書房）
- 魅力の奈良絵本・絵巻（2006年6月、三弥井書店）
- 広がる奈良絵本・絵巻（2008年、三弥井書店）
- 保元・平治物語絵巻をよむ 清盛栄華の物語（星瑞穂共編、2012年、三弥井書店、海の見える杜美術館蔵）
- 源平盛衰記絵本をよむ 源氏と平家合戦の物語（星瑞穂共編、2013年、三弥井書店、海の見える杜美術館蔵）